# Čierny Brod
Čierny Brod és un poble i municipi d'Eslovàquia que es troba a la regió de Trnava, a l'oest del país. El 2023 tenia 1.627 habitants.

## Història
La primera menció escrita de la vila es remunta al 1223.

## Demografia
| Godina             | 1994 | 2004   | 2014   | 2024   |
| ------------------ | ---- | ------ | ------ | ------ |
| Nombre de persones | 1526 | 1559   | 1605   | 1620   |
| Diferència         |      | +2,16% | +2,95% | +0,93% |

| Godina             | 2023 | 2024   |
| ------------------ | ---- | ------ |
| Nombre de persones | 1627 | 1620   |
| Diferència         |      | −0,43% |